# 陳冠學
陳冠學 （1934年2月1日—2011年7月6日），台灣作家。台灣師範大學國文學系畢業，曾任教職及出版社的總編輯，最後歸隱田園，致力於寫作，作品皆充滿對鄉土的關愛之情。冠學先為筆名，後全面改用。

## 生平
出身日治台灣台南州學甲庄大灣（在今台南市學甲區），父親陳彭攜家前往台灣屏東縣新埤鄉開墾，自此陳家於此定居。
曾就讀國立潮州高級中學 ，台灣師範大學國文系畢業。曾輾轉任教東港中學、潮州中學及任高雄三信出版社總編輯。1980年3月底辭去教職，隱居田園，勤耕雨讀，致力於寫作。除刻苦鑽研中國古代哲學思想、致力文學創作外，也專注功力於臺灣地理變遷、移民拓荒歷史、台語正字聲韻研究。著作有專著《象形文字》、《莊子新傳》、《論語新注》、《莊子宋人考》、《莊子新注》等，短篇小說集《第三者》，散文集《田園之秋》、《父女對話》、《訪草》、《藍色的斷想》、《覺醒》等，以及關於臺灣變遷歷史的《老臺灣》、關於台語研究的《台語之古老與古典》和《高階標準台語字典》（上冊）。
其中《田園之秋》(Fields in Autumn) 成為不朽的臺灣散文經典作，被譽為「台灣文學史上最光輝燦爛的田園隨筆」，曾獲時報文學獎散文推薦獎（1983年）、吳三連文藝獎散文獎（1986年）、《讀者文摘》精彩摘刊（1986年）、文建會「臺灣文學經典名著30」入選（1999年）、鹽分地帶文藝營「臺灣新文學貢獻獎」（2003年），並選錄入臺灣各級學校國文教本。
2011年7月6日，下午病逝屏東縣屏東市屏東基督教醫院，享年77歲。

## 作品列表

### 著作

#### 論述
- 《象形文字》——1971年，三民書局。2003年10月，三民書局。
- 《莊子新傳：庄周即楊朱定论》——1976年，三信出版社。
- 《论语新注》——1976年，三信出版社。
- 《庄子宋人考》——1977年，三信出版社。
- 《庄子新注》——1978年2月初版、1989年9月重印初版，台灣東大圖書公司。
- 《庄子新注内篇》——1978年，三信出版社
- 《台語之古老與古典》——1981年初版，自費出版。1984年，第一出版社。2006年，前衛出版社。
- 《老台湾》——1981年，東大書局。2003年9月，東大書局。
- 《莎士比亞識字不多?》——1988年1月，三民書局。
- 《论语新注》——1995年，东大图书公司。
- 《進化神話－駁：達爾文物種起源》（第一部）—— 1999年，三民書局。

#### 散文
- 《田園之秋》—— 单行本：1983-1984年，前衛出版社。合订本：1985年，前衛出版社。袖珍版：2001年，草根出版社。
大陆版《大地的事》：2006年， 东方出版中心。
大字彩色插圖本：2007年，前衛出版社。
- 《父女對話》——1987年5月，圓神。1994年10月，三民書局。
- 《蓝色的断想：孤独者随想录A.B.C全卷》——1994年10月，三民書局。
- 《訪草》（第一卷）——1994年，三民書局。
- 《訪草》（第二卷）——1994年，三民書局。
- 《字翁婆心集》——2006年，前衛出版社。
- 《覺醒：字翁婆心集》——2006年，草根出版公司。
- 《陳冠學隨筆：夢與現實》——2008年5月，前衛出版社、草根出版公司。
- 《陳冠學隨筆：現實與夢》——2008年11月，前衛出版社、草根出版公司。
- 《台灣四大革命》——2009年7月，前衛出版社、草根出版公司。

#### 小說
- 《第三者》——1987年6月，圓神。2006年，草根出版公司。

#### 其他
- 《高階標準臺語字典》（上冊）——2007年，前衛出版社。

### 譯著
- 《莊子．古代中國的存在主義》（福永光司著）——1971年，三民書局。
- 《少年齊克果的斷想》——1971年，三信出版社。
- 《零的發現》——1973年，三信出版社。
- 《人生的路向》——1977年，三信出版社。
- 《人生論》——1984年，前衛出版社。

## 獲獎與榮譽
《田園之秋》成為不朽的散文經典作，獲得時報文學獎散文類推薦獎（1983年）、中文版《讀者文摘》（十一月號）精彩摘刊（1986年）、吳三連文藝獎的散文獎（1986年）、文建會「臺灣文學經典名著30」入選（1999年）、鹽份地帶臺灣新文學貢獻獎（2003年），中国大陆第四届华语文学传媒盛典年度散文家提名，入臺灣各級學校國文教本選錄。

### 《田園之秋》獲得之評語
- 林文月（台大中文系教授）：「 《田園之秋》文筆自然，沒有造作，最可貴的是躬耕自持的精神。不只寫田園之美，也有很多人文思考和高層次的人文關照。」
- 方瑜（台大中文系教授）： 《田園之秋》以樸實內斂的情感和未經雕琢的文字，處理每日接觸的大自然景觀與生命，剪裁得體，不留濫情的痕跡。」
- 顏元叔（台大外文系教授）： 「陳冠學見聞廣博，常識豐富，文字不落俗套，文體自成一家，每一句都恰到好處，又有難以預期的驚訝。」
- 何欣（政大西語系教授）： 《田園之秋》似一首動人心弦的歌，敘述彈性，文字平實，真情寄於其間，如讀屠格涅夫散文詩，野莧羹飯，味若橄欖。」
- 葉石濤（評論家、作家）：「《田園之秋》反映台灣這塊美麗土地所孕育的內藏之美，這是三十多年來散文中，獨樹一幟的極本土化散文佳構。」
- 吳念真（媒體人、導演）：「《田園之秋》所提供的是一個能把慾望降到最低的人的生活境界，我常常透過《田園之秋》學習生活態度的改變。」
- 亮軒（評論家、作家）： 「一部書再好也無法說是非讀不可，一部好書真正的影響是讓讀過的人感覺到：「如果此生沒有讀過這部書，該是多麼大的遺憾！」《田園之秋》便是這樣的書。」
- 范培松（蘇州大學教授）： 「陳冠學純粹的返鄉實現了返鄉後的純粹，這種純粹打破了數千年，只有失意人能寫絕妙田園詩文的神話，在20世紀中文散文史上，空前絕後。」
- 倪金華（泉州華僑大學中文系教授）： 「陳冠學在自然田園的生活實踐中，表現自己，也表現人類熱戀大自然，追求人與自然和諧的願望，展示理想化的人生境界。」
- 謝有順（中國評論家、一級作家）：「《田園之秋》讓我們摸到了作者的心，有了這隱密維度，精神空間才變得寬廣和深刻，消融於大地，又遍存於每一角落。」
- 林文欽（前衛出版社社長）：「《田園之秋》是我的創業書之一，長久以來也是我的案頭書。當我情緒低落，讀一篇《田園之秋》，是我沉甸心情的萬靈丹；當我生活倦挫，想故鄉，讀一篇《田園之秋》，是我慰安療傷的貼心藥草。」
- 汪笨湖（媒體人、作家）：「陳冠學是臺灣最有實力獲諾貝爾文學獎的作家……我去天國時，《田園之秋》是我最想帶入棺材的五本書之一。」

## 外部連結
- 陳冠學 台語講座
- 筆耕田園 陳冠學現代陶淵明
- 散文三聖經 （页面存档备份，存于）
- 陳冠學著作書影 （页面存档备份，存于）